# Mike Sándor

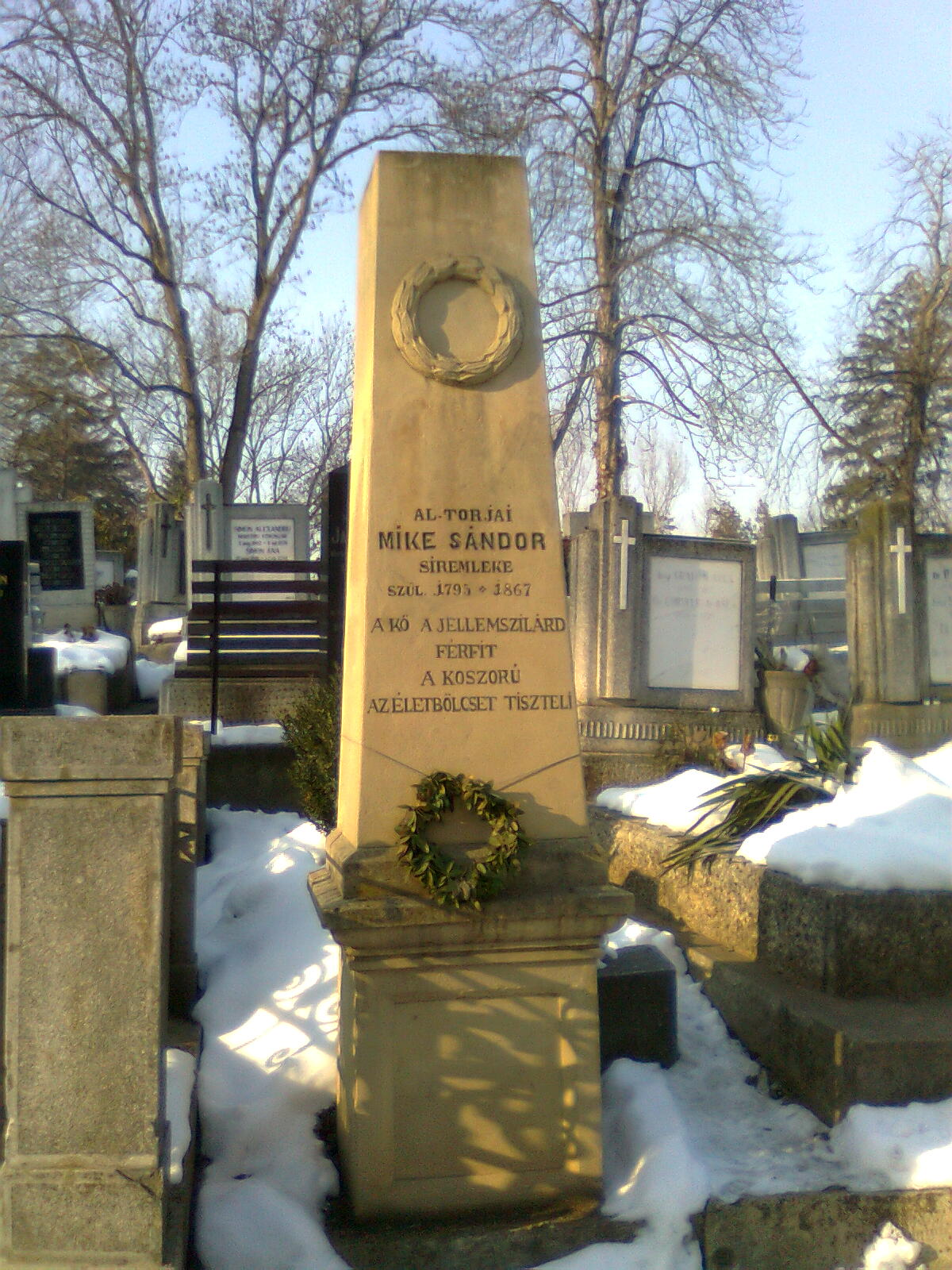
Sírja a Házsongárdi temetőben

Al-torjai Mike Sándor (Szentmihály, 1795. január 22. – Kolozsvár, 1867. május 24.) magyar történész.

## Élete
Édesapját korán elvesztette, ezért nagybátyja, Mike József nevelte.
Tanulmányait a tordai unitárius algimnáziumban kezdte; majd a bölcseleti tudományokat 1817-ben végezte Kolozsváron, majd a jogiakat ugyanott 1819-ben. Ebben az évben írnok lett a királyi főkormányszéknél és tiszteletből szolgált tíz évet; 1830-ban napidíjassá, 1832-ben rendes írnokká, 1837. február 3-án főkormányszéki lajstromozóvá nevezték. 1833-tól ugyanott a levéltárban dolgozott. 1837-ben a királyi főkormányszék a szebeni országgyűlésre őt küldte ki a levéltárnak azon részével, melyre az országgyűlésnek netalán szüksége lesz. Ekkor a főkormányszéknek 1790-ben, Erdély alkotmánya visszaállításakor, Kolozsvárra költözése alkalmával jeles irományok maradtak ott egy nedves pincében; ezek rendezéséhez fogott, ami megrongálta egészségét; erős fej- és fülfájást kapott, minek következtében hallása annyira elveszett, hogy hallócsövet kellett használnia. De a rendezést és átszállítást mégis végrehajtotta. 1843. május 24-én kinevezték levéltári aligazgatóvá. A levéltárban a közigazgatási szabályok, törvények, országgyűlési iratok, productios perügyek, királyi könyvek, a Cista Diplomatica-ban őrzött közokmányokból való dolgozás, törvényes, történeti és diplomatikai kérdésekre kért feleletadás nagyrészt reá bízták. Az összes levéltári osztályokat rendezte. Hallása megnehezülése miatt kerülte a társaságot és családja körén kívül csak a levéltárban érezte magát jól.
A szabadságharc után 1849. december 18-án Urbán megkérdezte, hogy akar-e továbbra is alkalmazott lenni? Válaszában kérte, hogy kevés hátralevő napjaiban addigi szolgálatában meghagyja. Ennek dacára a levéltárt lepecsételve katonai őrizet alatt tartották és Mikét félfizetéssel nyugdíjazták. 1861. április 11-én aligazgatói állásába visszaállították, 1863-ban pedig levéltári igazgatóvá nevezték ki; 1864-ben egész fizetéssel nyugalmaztatott, de nyugalma napjait csak 1867. május 24-éig élvezhette, amikor meghalt.
Tudományos szenvedélyével a gyümölcsészet és virágkedvelés is egyesült; gyümölcsösöket plántált, külföldi jeles gyümölcsöket honosított, új fajokat állított elő. E téren tekintély volt Kolozsvárt. Egyetlen leánya, Róza, Jakab Elek író és országos levéltárnok neje lett. Az Erdélyi Múzeum-Egyesület nagygyűlésén 1868. február 17-én Szabó Károly tartott fölötte emlékbeszédet.
Irodalmi téren nyilvánosan nem működött; de olyan rengeteg anyagot gyűjtött, különösen az erdélyi családok történetét illetőleg, hogy az már életében gazdag kincstára volt történetíróinknak; ezen 200 többnyire ívrétű kötetet az erdélyi múzeumnak hagyta, tartalma a következő: 
- XIV–XVII. századbeli levelek, 5 ívrétű kötet;
- Az erdélyi országgyűléseken hozott törvénycikkek 1540–1744-ig, 4 ívrétű kötet;
- Az erdélyi országgyűléseken készült rendszeres bizottsági munkálatok 1728-tól 1843–1844-ig 25 kötet;
- Erdély külön köz- és magánjogát illető irományok, 9 ívrétű kötet; * Erdély hivatali személyzete, rendszeresen kidolgozva, 1692-től 1848-ig, egy ívrétű kötet;
- Erdélyi nemzetségek és családok leszármazási táblái, 23 ívrétű kötet;
- Egyveleg címen nagyobb művek gyűjteménye: a Hóravilág, Visszakapcsolt részek, Székely nemzetről, Apor Péter minden munkái, Rákóczi Ferenc időkora, Kolozsvár történetét illetők, Erdélyi országos alapok, Katholikus alapítványok, 15 ívrétű kötet;
- Egyveleg címen kisebb gyűjtemény: Észrevételek Szász Károly syllogájára, Szebeni szász plébánosok, Census cathedraticus, Vízaknai gerébség, Sinkai oláh krónikája, Huszti ó és új Dáciája, gróf Kemény erdélyi levelei, 5 kötet;
- A leleszi és monostori convent, fejérvári káptalan, a szebeni fiscalis és városi, a lutheránus püspöki, udvari erdélyi cacnelláriai, anspachi, magyar királyi udvari kamarai és dévai uradalmi levéltárak, úgy az Apafi, Barcsai, Bánfi, Kemény, Kendefi, Andrási, Prinyi, nemzetségek és jezsuita atyák levéltárainak kisebb-nagyobb lajstrom-kivonatai, 4 kötet;
- Erdély helységeinek ismertetésére tartozó A-Z betűk alatt, 23 ívrétű kötet, nagyrészt saját kézírása, melynek tárgya Erdély statisztikája, földirata, diplomatikája, egyházi és köztörténete.